# SteelFaith
SteelFaith je česká power metalová kapela založená v roce 2006. Kapela vznikla se záměrem tvořit metalovou hudbu inspirovanou kapelami jako Helloween, Gamma Ray, Sonata Arctica, Avantasia, Judas Priest či českými Arakain nebo Krleš (kde od roku 2011 působí i kytarista Jan Štok a občasně i bubeník Jiří Skalický). Ve skladbách jsou znatelné vlivy klasické hudby. Kapela vydala několik EP a v roce 2017 debutovou desku Propustka z nebe.

## Členové
- Mirka Holemá – zpěv (také Rockopera praha, Toska)
- Jan Štok – kytara, zpěv (také Krleš, ex Synové výčepu, Bestila)
- Ondřej Vašaš – kytara, zpěv (také Šavlozubý ponožky)
- Štěpán Vojta – baskytara
- Jiří Skalický – bicí, zpěv

## Diskografie
| 2009 | Virago                         | demo  |
| 2014 | SteelFaith                     | EP    |
| 2016 | Propustka z nebe               | album |
| 2018 | Na křídlech šílenství / Dilema | singl |
| 2020 | Hluboko v nás                  | singl |